# Ignacio Rolón
Ignacio Daniel Rolón Samaniego (San Antonio, 23 de noviembre de 1974) es un ecfutbolista paraguayo. Se desempeñaba como defensa.

## Carrera
Comenzó su carrera jugando por el Sportivo Luqueño de su país natal en 1999, año en que se jugó también la Copa América en su país, luego en el 2000 pasa al Atlético Colegiales, club donde jugó apenas por 2 años.
En el 2002 se va al 12 de Octubre, club con el cual jugó la Copa Libertadores en el 2003 y en este equipo, jugó por 3 años y medio ya que en el segundo semestre del 2005, se va a la Primera División de Chile, específicamente a Deportes La Serena, en donde fue titular indiscutido, a pesar de que jugó en dicho club por 6 meses y en ese club tuvo un excelente paso, ya que no solo fue titular indiscutido, sino que también llevó a los granates a las Semifinales del Torneo de Clausura de ese año, siendo derrotado por la Universidad Católica, equipo que a la postre fue el campeón de ese torneo; aunque se dio el lujo en la ronda anterior de dicho torneo, de eliminar a un equipo grande, específicamente a Colo Colo en el Estadio Monumental, mediante la lotería de los lanzamientos penales, luego de que su equipo empatara en el global con el cuadro albo, que en ese momento dirigía Ricardo Mariano Dabrowski.
En el 2006 vuelve a su país para jugar en un equipo grande de dicho país, específicamente al Olimpia, donde estuvo solo 2 años siendo titular indiscutido, tal como lo hizo en el club chileno y en los clubes anteriores de su país.
Después de eso en el 2008 se marcha a The Strongest de la Primera División de Bolivia, donde tuvo un fugaz paso y a pesar de que jugó un año allí, no fue titular indiscutido en esa temporada
En el 2009 vuelve nuevamente a su país, pero ahora para jugar en su actual equipo General Díaz, club con el que intenta a toda costa, ascender a la Primera División del fútbol paraguayo.

## Clubes
| Club                | País     | Año       |
| ------------------- | -------- | --------- |
| Sportivo Luqueño    | Paraguay | 1999      |
| Atlético Colegiales | Paraguay | 2000-2001 |
| 12 de Octubre       | Paraguay | 2002-2005 |
| Deportes La Serena  | Chile    | 2005      |
| Olimpia             | Paraguay | 2006-2007 |
| The Strongest       | Bolivia  | 2008      |
| General Díaz        | Paraguay | 2009      |